# 赫斯爾
赫斯爾（Hessle）是英格蘭東約克郡的一個城市和民政教區，位於赫爾河畔京斯頓市中心以西5英里（8）。據2011年人口普查，赫斯爾教區有人口15,000人，比2001年普查時的14,767人增加。

## 友好城市
- 法國 蒂济莱布尔